# Ніколь Фонтен
Ніко́ль Фонте́н (фр. Nicole Fontaine; 16 січня 1942, Гренвіль-Імовіль, Приморська Сена — 17 травня 2018) — французький політичний діяч і член Європейського парламенту від Іль-де-Франс, членом партії Союз за народний рух, яка є частиною Європейської народної партія.
Була Голова Європейського парламенту з 1999 по 2001, а потім була замінений Петом Коксом, з Альянсу лібералів і демократів за Європу, відповідно до угоди між двома групами на початку терміну.